# Kalendář věků
Kalendář věků je národní přírodní památka v okrese Břeclav. Oblast spravuje Správa CHKO Pálava. Důvodem ochrany je stratotyp svrchního pleistocénu ve facii suchých spraší v profilu severního úpatí Pavlovských vrchů.
Před výjezdem z Dolních Věstonic ve směru na Pavlov je stará cihelna. V její kolmé hliněné stěně vyhloubil akademik Klíma začátkem padesátých let 20. století zářez 12 m vysoký, 5 m široký a 3 m hluboký, odhalující profil sedimentů starých až sto tisíc let. Tento kalendář pomáhá archeologům doby kamenné při dataci vrstev ve výkopech.